# 塞缪尔·因萨尔
塞繆爾‧英薩爾（英語：Samuel Insull，1859年11月11日—1938年7月16日），是一位英國出生的美國商業巨頭，19世紀末至20世紀初在美國芝加哥創辦投資當時剛新興的電力公用事業，為美國的電力基礎設施建設和發展做出過極大貢獻。

## 早年生活
1859年11月11日英薩爾出生於英國倫敦，14歲開始工作，做過各種行業的學徒工。19歲的英薩爾成為了愛迪生電話公司倫敦辦公室的總機接線員。1881年，英薩爾移民到美國，並擔任愛迪生私人秘書。1889年愛迪生將其所有公司合併成立愛迪生通用電力公司，英薩爾擔任副董事長並負責電力系統建設業務。

## 芝加哥
1892年英薩爾離開了愛迪生通用電氣公司來到了芝加哥，擔任芝加哥愛迪生公司（Chicago Edison）的董事長。1897年他成立了另一家公司—聯邦電力公司。1907年他把兩家公司合併，組建了聯邦愛迪生電力公司（Commonwealth Edison，ComEd）。

## 大眾文化
- 《電流戰爭》：2019年電影，由汤姆·赫兰德飾演英薩爾。